# Seznam států na říšském sněmu v roce 1803
Tento článek obsahuje seznam států a stavů Svaté říše římské na říšském sněmu k roku 1803, tedy v době rozsáhlých územních a správních změn po sekularizaci duchovních knížectví a mediatizaci říšských měst, v období krátce před zánikem říše.

## Seznam států a říšských stavů

### Kolegium kurfiřtů
Tučně jsou označeny nové kurfiřtské hlasy, vzniklé toho roku
1  kurfiřt-arcikancléř/arcibiskup řezenský (svobodný pán Karl Theodor von Dahlberg) - přeneseno ze zrušeného arcibiskupství mohučského
4  král český (císař František II.)
5  falckrabě rýnský (Maxmilián IV. Josef Bavorský)
6  vévoda saský (Bedřich August III.)
7  markrabě braniborský (Bedřich Vilém III., král pruský)
9  vévoda brunšvicko-lüneburský, kurfiřt hannoverský (Jiří III., král Velké Británie)
10  vévoda salcburský (Ferdinand III. Toskánský)
11  vévoda württemberský (Fridrich II.,1754-1816)
12  markrabě bádenský (Karel Fridrich)
13  lankrabě hesensko-kasselský (Vilém IX. (Vilém I.)), 1743–1821)

### Knížecí rada

#### Kurie knížat
Kvůli přehlednému zobrazení změn z předchozích let je knížecí rada prezentována formou tabulky. Číslo v (závorce) v prvním sloupku značí pořadí vzniku hlasu (dovedeno k roku 1792, kdy naposledy platilo staré číslování). Hlasy jsou však seřazeny podle pořadí hlasování. Kurzívou jsou vyznačena knížectví odstoupená zcela či z podstatné části Francii, příp. Švýcarsku mírem v Lunéville (na levém břehu Rýna). Tučně jsou vyznačena nová knížectví. Buď šlo o knížectví zaniklá před r. 1582 a nyní znovu obnovená nebo o státy přijaté do knížecí rady z hraběcího kolegia. Knížectví od č. 101 a vyšší nebyla až do zániku říše z důvodu nedostatku času uvedena mezi řádné členy sněmu. Proto ani ty knížecí rody, jimž bylo r. 1803 nově přislíbeno členství na sněmu, v něm reálně již nikdy nestihly hlasovat. Podtržením na shodné řádce tabulky je označeno knížectví se změnou názvu. Podrobnosti k hlasování na říšském sněmu viz článek: Seznam států na říšském sněmu v roce 1792.

| číslo hlasu | 1792                                                    | 1803                                                     | držitel v roce 1803 |
| ----------- | ------------------------------------------------------- | -------------------------------------------------------- | --- |
| 1 (53)      | arcivévodství Rakouské                                  | arcivévodství Rakouské                                   | císař |
| 2 (52)      | vévodství Bavorské                                      | vévodství Hornobavorské                                  | kurfiřt bavorsko-falcký |
| 3 (54)      | vévodství Burgundské (Rakouské Nizozemí)                | vévodství Štýrské                                        | císař |
| 4 (1)       | vévodství Magdeburské                                   | vévodství Magdeburské                                    | král pruský |
| 5 (2)       | knížecí arcibiskupství Salcburské                       | vévodství Salcburské                                     | kurfiřt salcburský |
| 6 (52)      | falckrabství Lauternské                                 | vévodství Dolnobavorské                                  | kurfiřt bavorsko-falcký |
| 7 (3)       | kníže-arcibiskup z Besançonu (personalista)             | knížecí arcibiskupství Řezno                             | kurfiřt-arcikancléř |
| 8 (52)      | falckrabství Simmern                                    | falckrabství Sulzbach                                    | kurfiřt bavorsko-falcký |
| 9 (75)      | řádové knížectví Mergentheim                            | řádové knížectví Mergentheim                             | velmistr řádu německých rytířů, arcivévoda Karel Ludvík Rakousko-Těšínský |
| 10 (52)     | falckrabství Neuburg                                    | falckrabství Neuburg                                     | kurfiřt bavorsko-falcký |
| 11 (5)      | knížecí biskupství Bamberg                              | knížectví Bamberg                                        | dtto. |
| 12 (4)      | vévodství Brémské                                       | vévodství Brémské                                        | kurfiřt hannoverský a král Velké Británie |
| 13 (6)      | knížecí biskupství Würzburg                             | markrabství Míšeňské                                     | kurfiřt saský |
| 14 (52)     | falckrabství Zweibrücken                                | Vévodství Berg                                           | kurfiřt bavorsko-falcký |
| 15 (7)      | knížecí biskupství Worms                                | knížectví Würzburg                                       | dtto. |
| 16 (52)     | falckrabství Veldenz                                    | vévodství Korutanské                                     | císař |
| 17 (10)     | knížecí biskupství Eichstätt                            | knížectví Eichstätt                                      | kurfiřt salcburský |
| 18 (55)     | vévodství Sasko-výmarské                                | vévodství Sasko-coburské                                 | - vévoda sasko-saalfeldský (František, 1750–1806) - vévoda sasko-meiningenský (Jiří I. Fridrich, 1761–1803)                                                                       |
| 19 (8)      | knížecí biskupství Špýr                                 | knížectví Bruchsal                                       | kurfiřt bádenský |
| 20 (55)     | vévodství Sasko-eisenašské                              | vévodství Sasko-gothaiské                                | vévoda sasko-gothajsko-altenburský (Arnošt II. Ludvík, 1745–1804) |
| 21 (9)      | knížecí biskupství Štrasburk                            | knížectví Ettenheim                                      | kurfiřt bádenský |
| 22 (55)     | vévodství Sasko-coburské                                | vévodství Sasko-altenburské                              | vévoda sasko-gothajsko-altenburský |
| 23 (12)     | knížecí biskupství Kostnice                             | knížectví Kostnice                                       | kurfiřt bádenský |
| 24 (55)     | vévodství Sasko-gothaiské                               | vévodství Sasko-výmarské                                 | vévoda sasko-výmarsko-eisenašský (Karel August, 1757–1828) |
| 25 (11)     | knížecí biskupství Augsburg                             | knížectví Augsburg                                       | kurfiřt falcko-bavorský |
| 26 (55)     | vévodství Sasko-altenburské                             | vévodství Sasko-eisenašské                               | vévoda sasko-výmarsko-eisenašský |
| 27 (13)     | knížecí biskupství Hildesheim                           | knížectví Hildesheim                                     | král pruský |
| 28 (58)     | markrabství Braniborsko-Kulmbach                        | markrabství Braniborsko-Ansbach                          | dtto. |
| 29 (14)     | knížecí biskupství Paderborn                            | knížectví Paderborn                                      | dtto. |
| 30 (58)     | markrabství Braniborsko-Ansbach                         | markrabství Braniborsko-Kulmbach                         | dtto. |
| 31 (21)     | knížecí biskupství Freising                             | knížectví Freising                                       | kurfiřt bavorsko-falcký |
| 32 (59)     | knížectví Brunšvicko-lünebursko-cellské                 | knížectví Brunšvicko-wolfenbüttelské                     | kníže brunšvicko-wolfenbüttelský a titulární vévoda brunšvicko-lüneburský, (Karel Vilém Ferdinand, 1735–1806)                                                                     |
| 33 (28)     | knížecí biskupství Řezno                                | lankrabství Durynské                                     | - kurfiřt saský - vévoda sasko-výmarsko-eisenašský - vévoda sasko-gothajsko-altenburský                                                                                           |
| 34 (59)     | knížectví Brunšvicko-callenberské                       | knížectví Brunšvicko-lünebursko-cellské                  | kurfiřt hannoverský a král Velké Británie |
| 35 (20)     | knížecí biskupství Pasov                                | knížectví Pasov                                          | kurfiřt bavorsko-falcký |
| 36 (59)     | knížectví Brunšvicko-wolfenbüttelské                    | knížectví Brunšvicko-calenberské                         | kurfiřt hannoverský a král Velké Británie |
| 37 (43)     | knížecí biskupství Trident                              | knížectví Tridentské                                     | císař |
| 38 (59)     | knížectví Brunšvicko-grubenhagenské                     | knížectví Brunšvicko-grubenhagenské                      | kurfiřt hannoverský a král Velké Británie |
| 39 (44)     | knížecí biskupství Brixen                               | knížectví Brixen                                         | císař |
| 40 (17)     | knížectví Verden                                        | knížectví Halberstadt                                    | král pruský |
| 41 (20)     | knížecí biskupství Basilej                              | kníže basilejský (personalista, náhrada za hlas 79 (88)) | císař |
| 42 (16)     | knížectví Halberstadt                                   | markrabství Baden-Baden                                  | kurfiřt bádenský |
| 43 (42)     | knížecí biskupství Lutych                               | vévodství Teck                                           | kurfiřt württemberský |
| 44 (66)     | vévodství Württemberské                                 | markrabství Baden-Durlach                                | kurfiřt bádenský |
| 45 (19)     | knížecí biskupství Osnabrück                            | knížectví Osnabrück                                      | kurfiřt hannoverský a král Velké Británie |
| 46 (65)     | lankrabství Hesensko-kasselské                          | knížectví Verden                                         | dtto. |
| 47 (18)     | knížecí biskupství Münster                              | knížectví Münster                                        | král pruský |
| 48 (65)     | lankrabství Hesensko-darmstadtské                       | markrabství Baden-Hachberg                               | kurfiřt bádenský |
| 49 (32)     | knížecí biskupství Lübeck                               | knížectví Lübeck-Eutin                                   | kníže lübecký a vévoda oldenburský (Petr I. Oldenburský) |
| 50 (67)     | markrabství Baden-Baden                                 | vévodství Württemberské                                  | kurfiřt württemberský |
| 51 (15)     | knížecí biskupství Chur (personalista)                  | knížectví Hanavské                                       | kurfiřt hesensko-kasselský |
| 52 (67)     | markrabství Bádensko-durlašské                          | vévodství Holštýnské, glückstadtský úděl                 | král dánský (Kristián VII.) |
| 53 (76)     | knížecí biskupství Fulda                                | knížectví (Nasavsko-Oranžsko)-Fulda                      | kníže oranžsko-nasavský, princ oranžský etc. (Vilém V. Oranžsko-Nasavský) |
| 54 (67)     | markrabství Bádensko-hachberské                         | vévodství Holštýnské, gottorpský úděl                    | král dánský |
| 55 (77)     | okněžněné opatství Kempten                              | knížectví Kempten                                        | kurfiřt bavorsko-falcký |
| 56 (61)     | vévodství Meklenbursko-Schwerin                         | vévodství Meklenbursko-Schwerin                          | vévoda Meklenbursko-schwerinský (Fridrich František I., 1756–1837) |
| 57 (78)     | okněžněné proboštství Ellwangen                         | knížectví Ellwangen                                      | kurfiřt württemberský |
| 58 (61)     | vévodství Meklenbursko-güstrowské                       | vévodství Meklenbursko-güstrowské                        | vévoda Meklenbursko-schwerinský |
| 59 (81)     | řádové panství Heitersheim                              | řádové knížectví Heitersheim                             | německý velkopřevor Johanitů (Ignaz Balthasar Willibald Rink von Baldenstein, 1721–1807)                                                                                          |
| 60 (60)     | vévodství Přední Pomořany                               | lankrabství Hesensko-darmstadtské                        | lankrabě hesensko-darmstadtský (Ludvík X., 1753–1830) |
| 61 (82)     | okněžněné proboštství Berchtesgaden                     | knížectví Berchtesgaden                                  | kurfiřt salcburský |
| 62 (60)     | vévodství Zadní Pomořany                                | lankrabství Hesensko-kasselské                           | kurfiřt hesensko-kasselský |
| 63 (83)     | okněžněné proboštství Weißenburg (personalista)         | vévodství Vestfálské                                     | lankrabě hesensko-darmstadtský |
| 64 (62)     | vévodství Sasko-lauenburské                             | vévodství Přední Pomořany                                | král švédský (Gustav IV. Adolf) |
| 65 (84)     | okněžněné opatství Prüm                                 | vévodství Holštýnsko-plönské                             | král dánský |
| 66 (31)     | knížectví Minden                                        | vévodství Zadní pomořany                                 | král pruský |
| 67 (85)     | okněžněné opatství Stablo-Malmédy                       | vévodství Breisgau                                       | bývalý vévoda modenský (Ercole III. d'Este, 1727–1803; arcivévoda Ferdinand Rakouský)                                                                                             |
| 68 (51)     | vévodství Holštýnsko, glückstadtský úděl                | vévodství Sasko-lauenburské                              | kurfiřt hannoverský a král Velké Británie |
| 69 (86)     | knížecí biskupství Corvey                               | knížectví Corvey                                         | kníže oranžsko-nasavský |
| 70 (63)     | vévodství Holštýnsko-gottorpský úděl                    | knížectví Minden                                         | král pruský |
| 71 (73)     | vévodství Savojské                                      | okněžněné purkrabství Míšeň                              | kurfiřt saský |
| 72 (69)     | okněžněné lankrabství Leuchtenberg                      | okněžněné lankrabství Leuchtenberg                       | kurfiřt bavorsko-falcký |
| 73 (70)     | knížectví Anhaltské                                     | knížectví Anhaltské                                      | - kníže anhaltsko-desavský (Leopold III. Fridrich, 1740–1817) - kníže anhaltsko-köthenský (August Kristián, 1769–1812) - kníže anhaltsko-bernburský (Alexius Fridrich, 1767–1834) |
| 74 (71)     | okněžněné hrabství Henneberg                            | okněžněné hrabství Henneberg                             | - kurfiřt saský - vévoda sasko-výmarsko-eisenašský - vévoda sasko-hildburghausenský (Fridrich, 1763–1834)                                                                         |
| 75 (35)     | knížectví Schwerin                                      | knížectví Schwerin                                       | vévoda Meklenbursko-zvěřínský |
| 76 (34)     | knížectví Kammin                                        | knížectví Kammin                                         | král pruský |
| 77 (48)     | knížectví Ratzeburg                                     | knížectví Ratzeburg                                      | vévoda Meklenbursko-zvěřínský (Karel II., 1741–1816) |
| 78 (87)     | knížectví Hersfeld                                      | knížectví Hersfeld                                       | kurfiřt hesensko-kasselský |
| 79 (88)     | markrabě z Nomény (personalista)                        | okněžněné hrabství Tyrolské                              | císař |
| 80 (89)     | okněžněné hrabství Montbéliard                          | falckrabství Tübingen                                    | kurfiřt württemberský |
| 81 (90)     | vévodství Arenberg                                      | knížectví Querfurt                                       | kurfiřt saský |
| 82 (91)     | okněžněné hrabství (Hohen)Zollern                       | vévodství Arenberg-Meppen (náhrada za hlas 82 (91))      | vévoda z Arenbergu (Ludvík Engelbert, 1750–1820) |
| 83 (93)     | okněžněné hrabství Störnstein                           | okněžněné hrabství (Hohen)Zollern                        | kníže Hohenzollern-Hechingen (Fridrich, 1776–1838) |
| 84 (94)     | okněžněné hrabství Horní Salm                           | knížectví Fritzlar                                       | kurfiřt hesensko-kasselský |
| 85 (95)     | panství Tarasp                                          | okněžněné hrabství Störnstein                            | kníže Lobkowitz (František Josef, 1742–1816) |
| 86 (96)     | hrabství Nasavsko-Dillenburg a hrabství Nasavsko-Diez   | společné knížectví Salm (náhrada za hlas 84 (94))        | kníže Salm-Salm (Konstantin Alexander Josef, 1762–1828) |
| 87 (96)     | hrabství Nasavsko-Hadamar a hrabství Nasavsko-siegenské | panství Neu Ravensburg (náhrada za hlas 85 (95))         | kníže Ditrichštejn (Jan Baptista Karel, 1728–1808) |
| 88 (97)     | okněžněné hrabství Thengen                              | hrabství Nasavsko-dillenburské a hrabství Nasavsko-Diez  | kníže oranžsko-nasavský |
| 89 (98)     | hrabství Východní Frísko                                | hrabství Zwiefalten                                      | kurfiřt württemberský |
| 90 (99)     | okněžněné hrabství Fürstenberg                          | hrabství Nasavsko-hadamarské a hrabství Nasavsko-Siegen  | kníže oranžsko-nasavský |
| 91 (100)    | okněžněné hrabství Schwarzenberg                        | okněžněné hrabství Thengen                               | kníže Auersperg (Vilém, 1749–1822) |
| 92 (101)    | knížectví Lichtenštejn                                  | knížectví Starkenburg                                    | lankrabě hesensko-darmstadtský |
| 93 (102)    | kníže Thurn-Taxis                                       | hrabství Východní Frísko                                 | král pruský |
| 94 (103)    | knížectví Schwarzburg                                   | okněžněné hrabství Fürstenberg                           | kníže Fürstenberg (Karel, 1771–1804) |
| 95          | kolegium švábských prelátů                              | okněžněné hrabství Schwarzenberg                         | kníže Schwarzenberg (Jan Josef, 1769–1833) |
| 96          | kolegium wetterauských hrabat                           | knížectví Brunšvicko-göttingenské                        | kurfiřt hannoverský a král Velké Británie |
| 97          | kolegium rýnských prelátů                               | knížectví Mindelheim                                     | kurfiřt bavorsko-falcký |
| 98          | kolegium švábských hrabat                               | knížectví Lichtenštejn                                   | kníže Lichtenštejn (Alois I. Josef, 1759–1805) |
| 99          | kolegium franckých hrabat                               | kníže Thurn-Taxis                                        | kníže Thurn-Taxis (Karel Anselm, 1733–1805) |
| 100         | kolegium vestfálských hrabat                            | knížectví Schwarzburg                                    | - kníže Schwarzburg-Rudolstadt (Ludvík Fridrich II., 1767–1807) - kníže Schwarzburg-Sondershausen (Günter Fridrich Karel I., 1760–1837)                                           |
| 101         |                                                         | vévodství Ortenau                                        | bývalý vévoda modenský |
| 102         |                                                         | knížectví Aschaffenburg                                  | kurfiřt-arcikancléř |
| 103         |                                                         | knížectví Eichsfeld                                      | král pruský |
| 104         |                                                         | knížectví Blankenburg                                    | vévoda brunšvicko-wolfenbüttelský |
| 105         |                                                         | panství Stargard                                         | vévoda Meklenbursko-zvěřínský |
| 106         |                                                         | knížectví Erfurt                                         | král pruský |
| 107         |                                                         | hrabství Nasavsko-usingenské                             | kníže nasavsko-usingenský (Karel Vilém, 1735–1803; Fridrich August, 1738–1816) |
| 108         |                                                         | hrabství Nasavsko-weilburské                             | kníže nasavsko-weilburský (Fridrich Vilém, 1768–1816) |
| 109         |                                                         | hrabství Sigmaringen a Veringen (personalista)           | kníže Hohenzollern-Sigmaringen (Anton Alois, 1762–1831) |
| 110         |                                                         | společné knížectví Salm                                  | kníže Salm-Kyrburg (Fridrich IV. Ota, 1789–1859, nezletilý, pod poručnictvím) |
| 111         |                                                         | lankrabství Baar a lankrabství Stühlingen                | kníže Fürstenberg |
| 112         |                                                         | okněžněné lankrabství Klettgau                           | kníže Schwarzenberg |
| 113         |                                                         | knížectví Buchau                                         | kníže Thurn-Taxis |
| 114         |                                                         | hrabství Waldeck                                         | kníže Waldecko-pyrmontský |
| 115         |                                                         | bezprostřední statky knížat Löwenstein-Wertheim          | kníže Löwenstein-Wertheim-Rosenberg (Dominik Konstantin, 1762–1814) |
| 116         |                                                         | hrabství Oettingen-Spielberg                             | kníže Oettingen-Spielberg (Jan Alois II., 1788–1855, nezletilý, pod poručnictvím)                                                                                                 |
| 117         |                                                         | hrabství Oettingen-Wallerstein                           | kníže Oettingen-Wallerstein (Ludvík Kraft Arnošt, 1791–1870, nezletilý, pod poručnictvím)                                                                                         |
| 118         |                                                         | hrabství Solms-Braunfels                                 | kníže Solms-Braunfels (Karel Ludvík Vilém, 1727–1812) |
| 119         |                                                         | knížata Hohenlohe-Neuenstein                             | kníže Hohenlohe-Neuenstein-Öhringen (Ludvík Fridrich Karel, 1723–1805) |
| 120         |                                                         | knížectví Hohenlohe-Waldenburg-Schilingfüst              | kníže Hohenlohe-Waldenburg-Schilingfüst (Karel Josef, 1766–1838) |
| 121         |                                                         | knížectví Hohenlohe-Waldenburg-Bartenstein               | kníže Hohenlohe-Waldenburg-Bartenstein (Ludvík Alois, 1765–1829) |
| 122         |                                                         | hrabství Isenburg                                        | kníže Isenburg-Birstein (Wolfgang Arnošt II., 1735–1803; Karel Fridrich Ludvík, 1766–1820)                                                                                        |
| 123         |                                                         | hrabství Rietberg                                        | kníže Kounic-Rietberg (Dominik Ondřej II., 1739–1812) |
| 124         |                                                         | hrabství Reuss-Greiz                                     | kníže Reuss z Greiz (Jindřich XIII., 1747–1817) |
| 125         |                                                         | knížectví Leiningen                                      | kníže Leiningen (Karel Fridrich Vilém, 1724–1807) |
| 126         |                                                         | hrabství Edelstetten                                     | kníže de Ligne (Karel Josef, 1735–1814) |
| 127         |                                                         | knížectví Rheina-Wollbeck                                | vévoda Looz-Corswarem (Vilém Josef Alexandr 1732–1803; Josef Arnold, 1770–1827)                                                                                                   |
| 128         |                                                         | kolegium wetterauských hrabat                            | |
| 129         |                                                         | kolegium švábských hrabat                                | |
| 130         |                                                         | kolegium franckých hrabat                                | |
| 131         |                                                         | kolegium vestfálsko-dolnorýnských hrabat                 | |

#### Kolegia říšských hrabat
Zkratkou "SH" jsou označeny ty hraběcí a (novo)knížecí rody, které byly do některého kolegia přijaty do roku 1582 a patří tedy k tzv. starým hrabatům či starohraběcím rodům.

##### Wetterauské hraběcí kolegium
- 52-53  kníže a hrabata ze Solmsu SH
  - 
 kníže Solms-Lich und Hohensolms (Karel Kristián, 1725-1803; Karel Ludvík August, 1762–1807)
  - 
 hrabě Solms-Rödelheim-Assenheim (Vollrath, 1762-1818)
  - 
 hrabě Solms-Laubach (Fridrich Ludvík Kristián, 1769–1822)
- 46  hrabě Isenburg SH
  -  hrabě Isenburg z Büdingenu (Arnošt Kazimír II., 1781–1852)
  - 
 hrabě Isenburg z Meerholzu (Karel Vilém Ludvík, 1763–1832)
  - hrabě Isenburg z Wächtersbachu (Ludvík Maxmilián II., 1741-1805)
- 76  panství Gedern (Karel Jindřich, kníže Stolberg-Gedern, 1761–1804) SH
- 76  panství Ortenberg
  - Stolberg-Gedern
  -  Stolberg-Roßla (Jan, Vilém Christoph, hrabě Stolberg-Roßla,1748-1826) SH
- 76  mediátní hrabství Stolberg (Karel Ludvík, hrabě Stolberg-Stolberg, 1742-1815) SH
- 76  mediátní hrabství Wernigerode (Kristián Fridrich, hrabě Stolberg-Wernigerode, 1746–1824) SH
- 78  hrabství Barby (kurfiřt saský, hlas neuplatňován)[8]
- 64  hrabství (Sayn)-Wittgenstein SH
  - 
 kníže Sayn-Wittgenstein-Berleburg (Albrecht, 1777–1851)
  - 
 kníže Sayn-Witgenstein-Hohenstein (Fridrich Karel, 1766–1837)
- 103 hrabství Sayn-Wittgenstein SH
  - kníže Sayn-wittgenstein-Berleburg
  - kníže Sayn-wittgenstein-Hohenstein
- 59  "Pustinný a porýnský hrabě" Salm-Horstmar[9] (Vilém-Kristián, 1741–1810) SH
- 35-36  hrabě Leiningen SH
  -  hrabě Leiningen-Heidesheim-Neudenau (Wenzel Josef, 1738–1825)
  -  hrabě Leiningen-Guntersblum-Billigheim (Vilém Karel, 1737–1808)
- 95  hrabě Leiningen-Westerburg-Altleiningen (Kristián Karel, 1757–1811) SH
- 95  hrabě Leiningen-Westerburg-Neuleiningen (Karel III., 1767–1813) SH
- 85  hrabata a knížata Reussové von Plauen
  -  hrabě Reuss zu Schleiz (Jindřich XLII., 1752–1818)
  -  kníže Reuss zu Lobenstein (Jindřich XXXV., 1738–1805)
  - hrabě Reuss zu Ebersdorf (Jindřich LI., 1761–1822)
- 117  mediátní panství rodu Schönburgů
  -  kníže Schönburg-Waldenburg (Josef Anton, 1766-1833)
  -  hrabě Schönburg-Glauchau (Ludvík Arnošt, 1750–1815)
- 109  hrabství Ortenburg (Josef Karel, hrabě Ortenburg, 1780–1831) SH

##### Švábské hraběcí kolegium
- 4  hrabství Heiligenberg a  Werdenberg (kníže Fürstenberg) SH
- 146  komenda řádu německých rytířů Altshausen (komtur svobodný pán Karel Fridrich Forstmeister zu Gelnhausen, zemský komtur bailivy Švábsko-Alsasko-Burgundsko, 1731–1814)
- 6  hrabství Montfort-Tettnang (císař)
- 1  hrabství Helfenstein (kurfiřt falcký)
- 133-134  hrabata z Königseggu
  - 
 hrabě Königsegg-Aulendorf (Arnošt, 1755-1803; František Xaver Karel, 1787–1863, nezletilý, pod poručnictvím)
  - 
 hrabě Königsegg-Rothenfels (František Fidelis, 1750-1804)
- 24  Truchsassové z Waldburgu - všechny tři rody od r. 1803 knížecí titul pro hlavy rodů
  -  hrabě (kníže) Waldburg-Wolffegg-Waldsee (Josef Anton, 1766–1833)
  -  hrabě (kníže) Waldburg-Zeil-Trauchburg (Maximilian Wunibald, 1750-1818)
  -  hrabě (kníže) Waldburg-Zeil-Wurzach (Eberhard, 1730-1807)
- 11  hrabství Eberstein (markrabě bádenský)
- 9  panství Justingen (kurfiřt württemberský, hlas neuplatňován)
- 12  hrabství Hohengeroldsegg (Philip, hrabě von der Leyen, 1766-1829)
- 2  hrabata a kníže Fuggerové SH
  -  hrabě Fugger-Glött (Leopold Vitus, 1748-1804)
  - hrabě Fugger-Kirchheim (Josef Hugo, 1763-1840)
  - hrabě Fugger-Mickhausen (Josef František Xaver, 1731–1804)
  - hrabě Fugger-Nordendorf (Karel Anton. 1776–1848)
  -  hrabě Fugger-Kirchberg[10](Jan Nepomuk, 1787–1846, nezletilý, pod poručnictvím)
  -  kníže Fugger-Babenhausen (Anselm Maria Josef, 1766–1833)
- 147  hrabství Hohenems (císař)
- 150  panství Eglofs[11][12]  (Vilém, hrabě Abensberg-Traun, 1749-1822)
- 151  hrabství Bonndorf (kníže-velkopřevor z Heitersheimu)
- 152  panství Thannhausen (Jan Jiří, hrabě Stadion-Thannhausen, 1749-1814)
- 153  panství Eglingen (kníže Thurn-Taxis)
- 180  kníže Khevenhüller-Metsch (personalista, Karel Maria Josef, 1756–1813)
- 181  hrabě Kuefstein-Greillenstein (personalista, Jan Ferdinand, 1752–1818)
- 182  kníže Colloredo-Mannsfeld (personalista, František Gundakar Adam, 1731–1807)
- 183  hrabě Harrach-Bruck (personalista, Jan Nepomuk Arnošt, 1756-1829)
- 184  hrabě Šternberk-Manderscheid (personalista, František Josef, 1763–1830)
- 185  hrabě Neipperg (personalista, Adam Vojtěch, 1775-1829)
- hrabě Trauttmansdorff-Weinsberg (personalista, nenacházel se v běžných seznamech, František Ferdinand, 1749-1827)
- hrabě Sickingen[13] (personalista, František, † 1834)

##### Francké hraběcí kolegium
- 28-29  knížata Hohenlohe  (oficiálně knížata a hrabata z Hohenlohe) SH
  -  kníže Hohenlohe-Neuenstein-Langenburg (Karel Ludvík, 1762–1825)
  -  kníže Hohenlohe-Neuenstein-Kirchberg (Kristián Fridrich Karel, 1729–1819)
  -  kníže Hohenlohe-Neuenstein-Ingelfingen (Fridrich Ludvík, 1746–1818)
- 25  hrabata z Castellu SH
  - hrabě Castell-Castell (Remlingen) (Albrecht Fridrich Karel, 1766–1810)
  - hrabě Castell-Rüdenhausen-starší linie (Fridrich Ludvík Karel, 1746-1803)
  - hrabě Castell-Rüdenhausen-mladší linie (Kristián Fridrich, 1772–1850)
- 33  hrabata z Erbachu[14] SH
  - hrabě Erbach-Fürstenau (Kristián Karel August, 1757–1803; Albrecht August Ludvík, 1787-1851, nezletilý, pod poručnictvím)
  - hrabě Erbach-Erbach (František, 1754–1823)
  - hrabě Erbach-Schönberg (Karel I., 1732-1816)
- 26  hrabství Wertheim SH
  -  hrabě Löwenstein-Wertheim-Freudenberg-starší linie (Jan Karel Ludvík, 1740-1816)
  -  hrabě Löwenstein-Wertheim-Freudenberg-mladší linie (Fridrich Karel Gottlieb, 1743-1825)
- 31  dědicové alodiálního hrabství Limpurg-Gaildorf[15][16]
  - kurfiřt württemberský
  - hrabě Pückler-Limpurg-gaildorfská linie (Alexander, 1751–1820)
  - hraběnka Pückler-Limpurg-gaildorfská linie (Louisa Kristiáne Eleonore, 1770–1808)
  - kněžna Leiningen (Kristiáne Vilémine Louise, 1756–1803) SH Po její smrti dědicové:
    - kněžna Solms-Braunfels (Augusta Friederika, 1771–1810) SH
    - hraběnka Solms-Wildenfels (Karolina Sophie Vilémina, 1757–1832) SH

  - hrabě Isenburg-Meerholz SH
  - nevládnoucí hrabě Isenburg-Meerholz (Josef Vilém Fridrich, 1772–1822) SH
  - hrabě Solms-Rödelheim-Assenheim SH
- 32  dědicové alodiálního panství Limpurg-Speckfeld[15][16]
  - hrabě Rechteren-Limpurg (Fridrich Ludvík Kristián, 1748–1814)
  - hrabě Rechteren-Limpurg (Fridrich Reinhard Burkhard, 1751-1842)
  - kurfiřt württemberský
  - kníže Hohenlohe-Waldenburg-Bartenstein SH
  - hrabě Löwenstein-Wertheim-Freudenberg-starší linie SH
  - hraběnka Isenburg-Meerholz (Karolína, 1764-1833) SH
  - hraběnka Bentheim-Teckleburg-Rheda (Luisa, 1768–1828) SH
  - hrabě Pückler-Limpurg-speckfeldská linie (viz č. 164)
  - "pustinná a porýnská hraběnka" Salm-Grumbach (Bedřiška, Vilemína, 1769–1849) SH
  - princ Sayn-Wittgenstein-Hohenstein (Jan František, 1779-1815)
  - princ Sayn-Wittgenstein-Hohenstein (Adolf Arnošt Kornelius, 1783–1856, nezletilý, pod poručnictvím)
  - hraběnka Bentheim-Teckleburg-Rheda (Vilemína Alžběta Karolína, 1773–1856) SH
  - princezna Hohenlohe-Ingelfingen (Josina Alžběta, 1738–1804) SH
- 27  říšské hrabství (dříve též zvané purkrabství) Rieneck (Jan František Josef, hrabě Nostic-Rieneck, 1758–1824; od 1803 kníže Colloredo-Mannsfeld)
- 155  panství Seinsheim (kníže Schwarzenberg) SH
- 156  dědicové hrabat z Wolfsteinu, resp. dědicové jejich alodiálního panství Pyrbaum-Sulzbürg (personalisté)[17]
  - kníže Hohenlohe-Neuenstein-Kirchberg SH
  - hrabě Giech (viz 162)
- 157  panství Reichelsberg[18][19] (Hugo Damián Erwein, hrabě Schönborn, 1738–1817)
- 157  panství Wiesentheid (Dtto.)
- 158  hrabě Windisch-Graetz (personalista, Alfred, 1787–1862, nezletilý, pod poručnictvím)
- 159  kníže Orsini-Rosenberg (personalista, František, 1761–1832)
- 160  kníže Starhemberg (personalista, Jiří, 1724–1807)
- 161  hrabě Wurmbrand-Stuppach (personalista, Gundakar, 1762-1847)
- 162  hrabě Giech (personalista, Karel Kristián, 1763–1818)
- 163  hrabě Grävenitz (personalista, Ludvík Vilém, 1791-1841, nezletilý, pod poručnictvím)
- 164  hrabě Pückler (personalista, Fridrich Philip Karel, 1740–1811)

##### Vestfálsko-dolnorýnské hraběcí kolegium
- 64  hrabství Sayn-Altenkirchen (kníže nasavsko-usingenský)
- 64  hrabství Sayn-Hachenburg (Louisa Isabella, kněžna nasavsko-weilburská, 1772-1827)
- 106  hrabství Tecklenburg (král pruský)
- 86  Horní hrabství Wied (kníže Wied-Runkel) SH
- 86  knížectví Wied-Neuwied (Fridrich Karel, kníže Wied-Neuwied, 1741-1809) SH
- 107  hrabství Schaumburg
  - kurfiřt hesensko-kasselský
  - hrabě zu Lippe-Bückeburg (Jiří Vilém, hrabě Schaumburg-Lippe, 1784–1860) SH
- 93  vévodství Oldenburg a Delmenhorst (kníže lübecký)
- 92  hrabství Lippe (Pavel Alexander Leopold, kníže Lippe-Detmold, 1796–1851, nezletilý, pod poručnictvím) SH
- 101  hrabství Steinfurt (Ludvík, hrabě Bentheim-Steinfurt 1756-1817) SH
- 94  hrabství Hoya (král Velké Británie)
- 96  hrabství Diepholz (Dtto.)
- 104  hrabství Spiegelberg (král Velké Británie, od léta 1803 kníže z Nasavska-Hadamaru, též hrabě z Dietzu etc.)[20] SH
- 50  hrabství Freudenberg (hrabě Löwenstein-Wertheim-Freudenberg, obě linie) SH
- hrabství Heggbach (Jan Maria Rudolf, hrabě Waldbott-Bassenheim, 1731–1805)
- 165  hrabství Guttenzell (Josef August, hrabě Toerring-Jettenbach-Gronsveld, 1753–1826)
- 167  hrabství Baindt (Jan Nepomuk Gobert, hrabě Aspremont-Linden, 1732–1805)
- 168  panství Anholt (kníže Salm-Salm) SH
- 54  knížectví Ochsenhausen (František Jiří Karel, hrabě Metternich, kníže z Ochsenhausenu, 1746–1818) - 1803 knížecí stav pro hlavu rodu
- 169  hrabství Holzappel (Karel Ludvík, kníže Anhalt-Bernburg-Schaumburg-Hoym, 1723-1806)
- 170  hrabství Schussenried (hrabě Šternberk-Manderscheid)
- 171  hrabství Mietingen a Sulmingen (Maxmilián Fridrich, hrabě Plettenberg-Wittem, 1771-1813)
- 107  panství Gehmen (Alois Sebastian, svobodný pán Boyneburg-Bömelberg, 1756–1826) - jednání sněmu se neúčastnilo
- 172  panství Gimborn a Neustadt (Jan Ludvík, hrabě Wallmoden-Gimborn, 1736–1811)
- 173  hrabství Isny (Ota Vilém, hrabě Quad-Wykrath, 1758–1829)
- 174  panství Buxheim (Jan Bedřich Karel, hrabě Ostein, 1735–1809)
- 105  panství Reichenstein (Jan František Josef, hrabě Nesselrode, 1755–1824)
- 176 panství Tannheim (Martin Richard, hrabě Schaesberg, 1778-1856)
- 178  hrabě Platen skrz  hrabství Hallermund (personalista[21], Arnošt František, 1739–1818)
- 51 říšské purkrabství Winterrieden (Prosper, hrabě (kníže) Sinzendorf-Arnoštbrunn, 1751–1822) - od r. 1803 knížecí titul pro hlavu rodu a okněžněné purkrabství
- knížectví Lindau (Karel August, kníže Bretzenheim, 1768–1823,  roku 1790 mu bylo přislíbeno členství, pro odpor většiny členů kolegia se však přijetí nikdy nedočkal[22])
- panství (od ledna 1804 knížectví) Krautheim (František Vilém, starohrabě (od ledna 1804 kníže), Salm-Reifferscheid-Krautheim, 1772–1831) SH
- 100  hrabství Bentheim (Fridrich Karel Filip, hrabě Bentheim-Bentheim, 1725-1803; hrabě Bentheim-Steinfurt, v zástavě Hannoversku, hlas neuplatňován ani jednou ze stran na základě zástavní smlouvy) SH

### Jednotné kolegiumříšských měst
K - příslušnost ke katolickému táboru (Corpus catholicorum)
E - příslušnost k evangelickému táboru (Corpus evangelicorum)
- 11 Augsburg K/E
- 64  Lübeck E
- 2  Norimberk E
- 48  Frankfurt E
- 86  Brémy E
- 65  Hamburk E